# Бескарагай (Павлодарская область)
Бескарагай (каз. Бесқарағай) — село в Аккулинском районе Павлодарской области Казахстана. Расположено в 126 км к юго-востоку от областного центра — Павлодара и в 16 км к югу от районного центра — села Аккулы. Административный центр и единственный населённый пункт Кызылагашского сельского округа. Код КАТО — 555245100.

## История
В 1929 году на месте аула Кокуй на базе овцеводческого имения купца Серёмина был основан совхоз «Шункурсу», затем он назывался имени Кахиани, после 1938 года стал «Бескарагайский». Начиная с 1930-х годов здесь велась работа по повышению продуктивности овец, по выращиванию новых пород тонкорунных овец.
После войны совхоз стал племенным. В этом совхозе трудились Герои Социалистического Труда Жумабек Жангожин, Балгабай Оспанов, Жанпеис Сыздыков.

## Население
В 1985 году в селе проживало 1318 человек. В 1999 году население села составляло 1386 человек (680 мужчин и 706 женщин). По данным переписи 2009 года, в селе проживало 821 человек (420 мужчин и 401 женщина).